# 유굴리

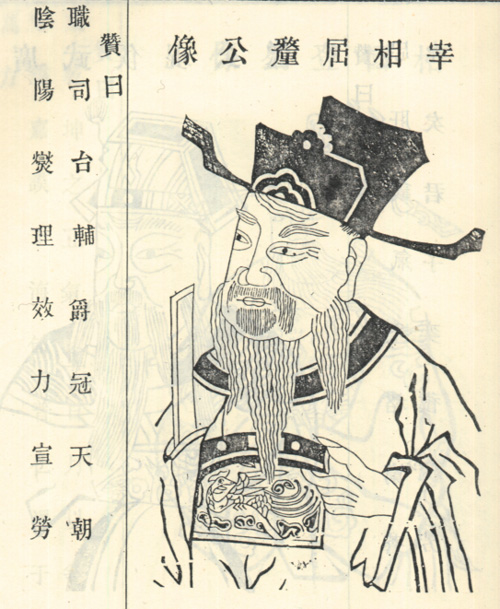

유굴리(劉屈氂, ? ~ 기원전 90년 음력 6월)는 전한 중기의 황족이자 관료로, 무제의 이복형 중산정왕의 아들이다.

## 생애
정화 2년(기원전 91년), 탁군태수에서 승상으로 승진하고 팽후(澎侯)에 봉해졌다.
승상이 된 해에 여태자가 반란을 일으켰고(무고의 난), 여태자의 병력은 승상부에까지 다다랐다. 유굴리는 단신으로 도망쳤으나 승상의 인수를 잃어버렸고, 태자의 반란을 공표하지 못한 채 파발을 통해 감천궁에 있었던 무제에게 이를 알렸다. 무제는 장안의 성문을 걸어잠그고 반란군을 포위하여 물리칠 것을 명하였고, 유굴리는 진압군을 지휘하였다. 닷새에 걸친 싸움에 수만 명이 죽었으나 반란은 진압되었고, 여태자는 스스로 목숨을 끊었다.
정화 3년(기원전 90년), 유굴리의 사돈인 이사장군(貳師將軍) 이광리가 칙명을 받들어 흉노 토벌에 나서게 되었다. 출진하기 전에 이광리는 유굴리에게 자신의 누이동생의 소생인 창읍왕이 황태자가 되게끔 손을 써달라고 부탁하였고, 유굴리 또한 내심 원하고 있었기에 이를 받아들였다.
그러나 훗날 내자령 곽양(郭穰)이 무제에게 상주하였다.
| “ | 승상의 부인은 폐하께서 승상을 자주 탄핵하심을 미워하여 폐하를 저주하고 있으며, 또 이광리와 함께 창읍왕이 황제가 되게 해달라고 빌고 있습니다. | ” |

결국 유굴리는 음식을 싣는 수레에 태워져 조리돌림을 당한 후 요참에 처하였으며, 처자식 또한 목이 베이고 화양(華陽)의 저잣거리에 효수되었다.
한편 이광리의 아내와 딸 또한 형 이연년과 함께 주살되었고, 소식을 들은 이광리는 흉노에 투항하였다.

## 출전
- 사마천, 《사기》 권22 한흥이래장상명신연표
- 반고, 《한서》 권15상 왕자후표 上·권66 공손유전왕양채진정전